# Milan Nikolić (giocatore di football americano)
Milan Nikolić (...) è un giocatore di football americano serbo, che gioca nel ruolo di wide receiver per i Banat Bulls.